# Nordiska kortsvansfår

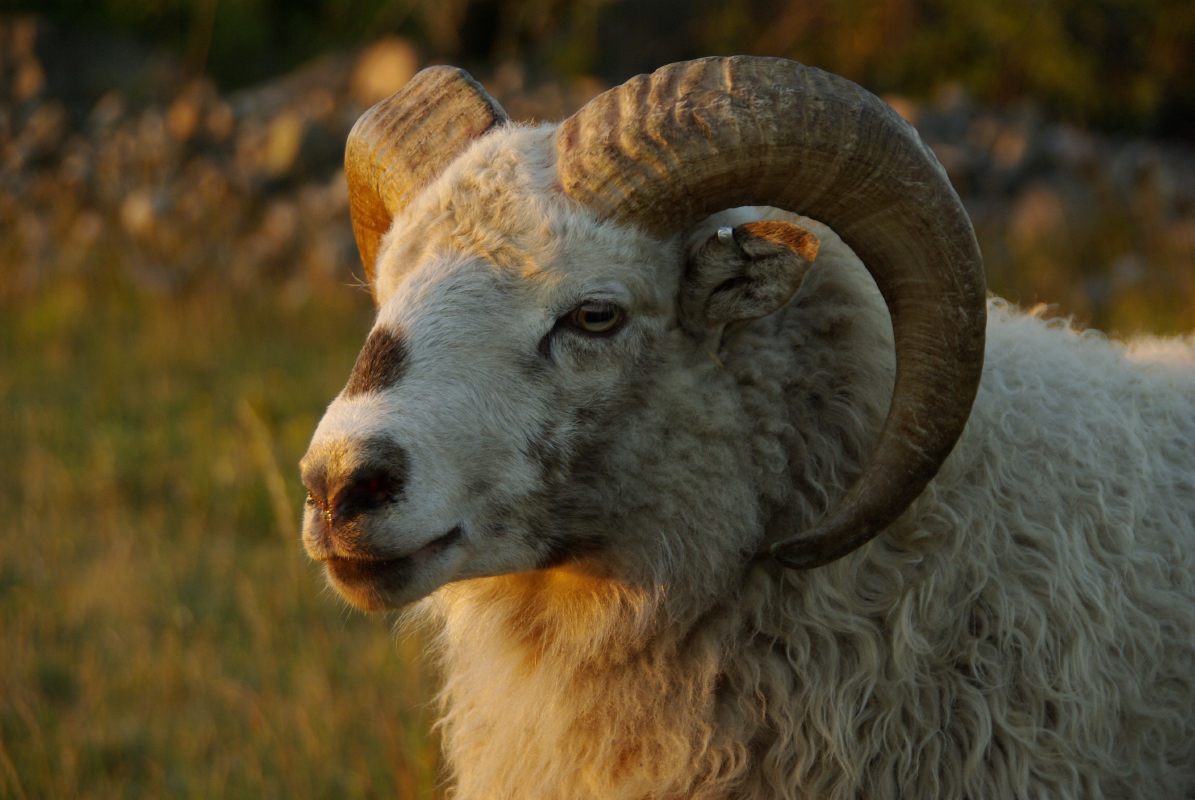
Bagge av värmlandsfår

Nordiska kortsvansfår är ett samlingsbegrepp för nordeuropeiska tamfår av en äldre typ.
Under romartiden blev de kortsvansade fåren undanträngda av mer långsvansade raser över stora områden, till exempel de Brittiska öarna. Från 1500-talet och framåt blev kortsvansfåren successivt undanträngda av importerade fårraser också i delar av Norden. I Danmark försvann de kortsvansade fåren helt. Olika stammar har dock bevarats på många håll, mer eller mindre påverkade av inkorsning. I modern tid har åtgärder vidtagits för att bevara många lokala raser, och de ålderdomliga fårraserna har fått en renässans. I Nordens grannområden finns fårraser som räknas till samma grupp. Begreppet är i Sverige i det närmaste synonymt med får av lantras.

## Kännetecken
Kortsvansfåren kännetecknas bland annat av sin relativt korta, och även korthåriga, svans. Detta är ett drag som påminner om fårets vilda ursprung i mufflonfåret. Det finns får på andra håll i världen som har samma svanstyp, men andra fårtyper har oftare en lång och ullig svans, eller, som hos många asiatiska raser, en tjock svans som även fungerar som fettdepå.
Även på andra sätt visar de nordiska kortsvansfåren ursprungliga drag. De har oftast både täckull och bottenull. Täckullen är fårets "ytterrock": långa, hängande vattenavstötande fibrer som håller det inre lagret torrt i alla väder. Under täckullen har fåret en tät och finfibrig bottenull som isolerar. Kortsvansfåren kan ha alla bland får förekommande färger. Fiberfärgerna är svart, brun och vit, men detta kan kombineras till alla möjliga mellantoner. Hos en del raser finns även brokiga individer. Hos de flesta typer kortsvansfår är behornade baggar det vanliga, även om kulliga djur kan förekomma. Hos andra typer, exempelvis modern spelsau, finull eller gotlandsfår, är kulliga baggar vanligast. Bland tackorna är hornbärandet begränsat till färre raser, typiskt hos gutefåret samt en del tackor hos islandsfår och gammelnorsk spelsau.

## Raser och typer i Norden
Det finns i dag många olika lokala raser av kortsvansfår. Vissa är bevarade i små populationer, medan islandsfåret är Nordens största fårras med omkring 500 000 individer, varav de flesta återfinns på Island. 

### Island
Till Island har ingen import av får skett sedan vikingatid/medeltid, då nybyggarna hade med sig får, troligtvis från Norge. Detta betyder dock inte att islandsfåret idag är identiskt med vikingatida får, eftersom det har pågått lokal avel. Således har vita får favoriserats.

### Norge
Från Island har får exporterats tillbaka till Norge, där islandsbaggar har korsats in i lokala fårstammar av liknande typ. Den norska spelsau, som även den är en betydande kommersiell ras, har avlats i modern tid vid urval och inkorsning av isländska baggar. Man har dock även bevarat en stam av gammelnorsk sau, från besättningar som har hållits på isolerade platser, och som därför visar på hur fåren kan ha sett ut i Norge i äldre tider. Dessa får är lite mindre och har mer blandade färger än modern spelsau. De påminner i sin tur mycket om färöfåren på Färöarna, som är en annan stam som har bevarats i stort sett utan inkorsning. I Norge finns dessutom villsau (vildfår), som är små härdiga får som har överlevt i mer eller mindre förvildat tillstånd på västkusten.

### Finland
I Finland finns finsk lantras, ur vilken det har avlas fram en mer kommersiell ras, det finska finullsfåret. På Åland finns det småväxta ålandsfåret.

### Sverige

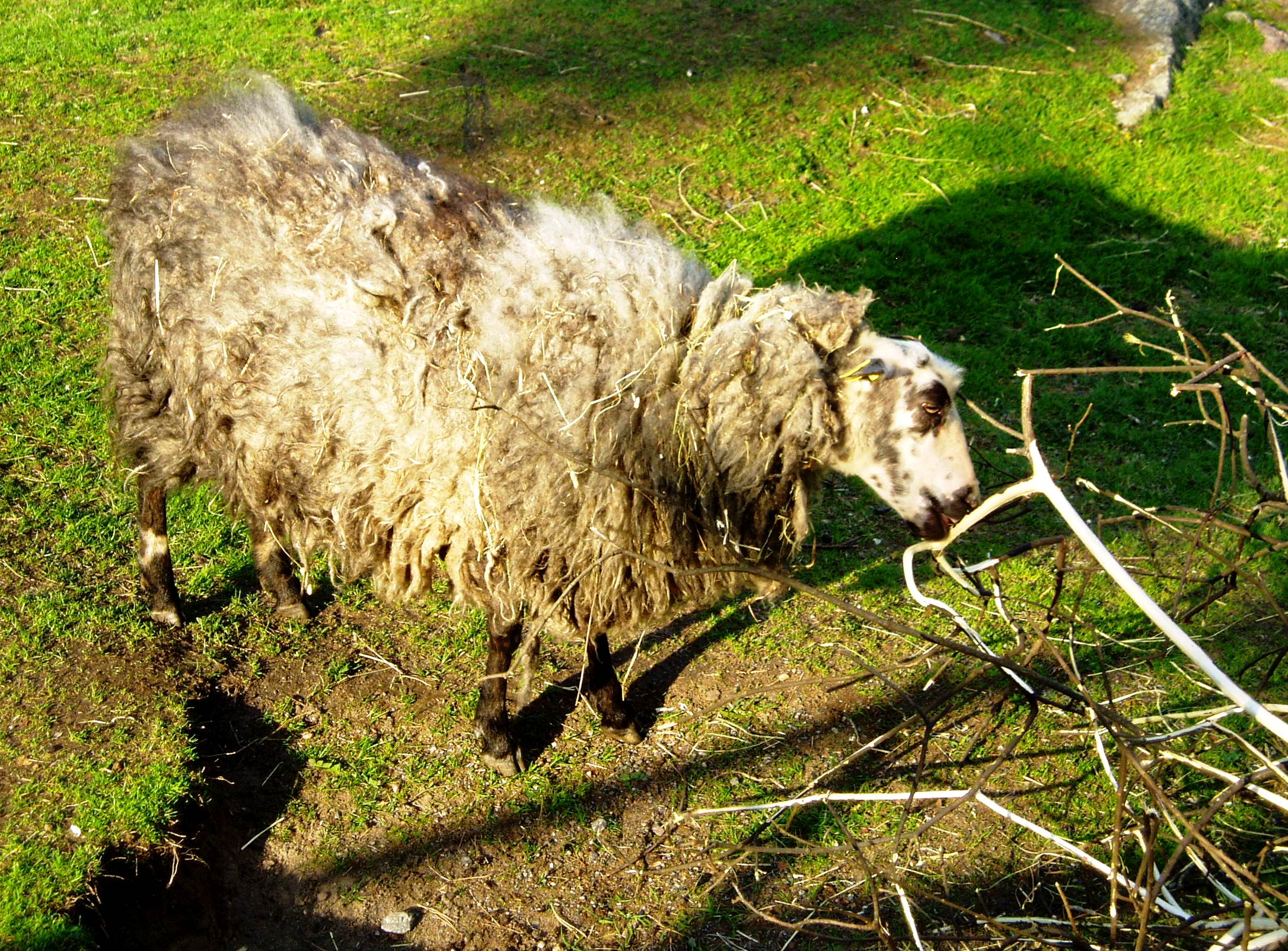
Helsingefår i Slottsskogen, Göteborg.

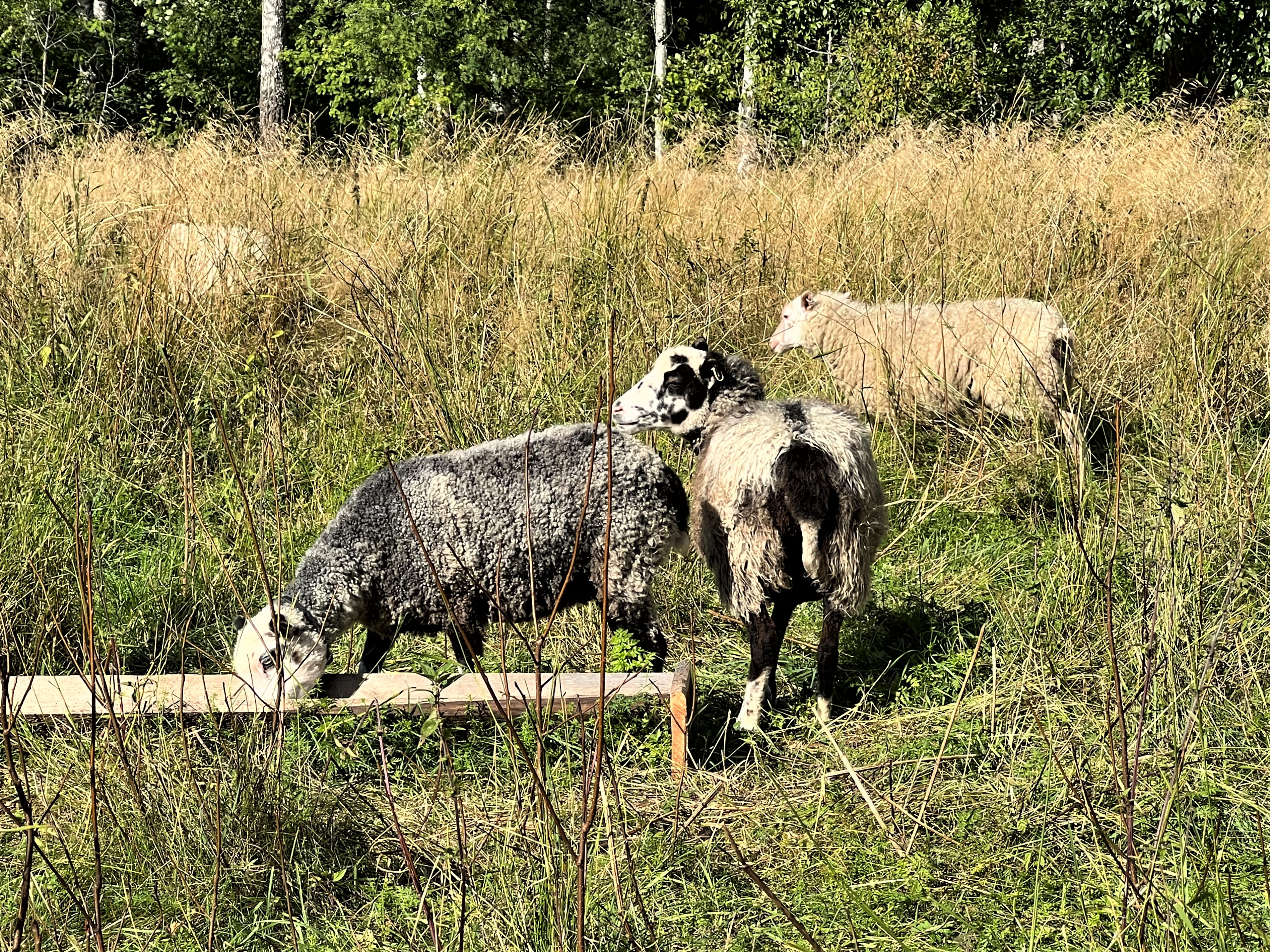
Svärdsjöfår i Dikarbackens kulturreservat i Falun.

Även i Sverige har det bevarats flera olika typer av kortsvansfår. Mest känt är nog gutefåret (tidigare kallat utegångsfår), av vilket det finns omkring 2 000 registrerade renrasiga djur i Sverige. Det finns även ett stort antal gutefårskorsningar med andra raser. Gutefåren härstammar från tre små grupper får på Gotland och en på Lilla Karlsö. Gruppen på Lilla Karlsö lever kvar och har inte blandats med andra i modern tid. Bevarandearbetet började kring 1920 genom personlig insats från Edward Graelert. Gutebaggar har kraftiga, svängda horn och stor grov man. Även tackorna är behornade med slanka horn. Skelett och horn liknar stenålderns så kallade "gethornade får", som känns igen från arkeologiska utgrävningar. Från Gotland härstammar även gotlandsfåret eller pälsfåret. För hundra år sedan och mer utgjorde de två typerna en blandning av varianter. Pälsfåren har då tagits fram från individer med mjukare, krusig, silvergrå fäll som ger mycket fina skinn till plagg och hantverk.
Ryafår och svenskt finullsfår är två raser som har tagits fram genom avel på lantrasfår sedan 1920-talet. Andra och senare uppmärksammade fårstammar kallas med ett namn för allmogefår. Det gäller: roslagsfår, klövsjöfår, fjällnäsfår, tabacktorpsfår och dalapälsfår samt de som tidigare kallades skogsfår: gestrikefår, helsingefår, svärdsjöfår, värmlandsfår, åsenfår. Alla dessa är av kortsvanstyp, men då det är får som har "upptäckts" på olika håll i sen tid, finns det ännu inte mycket kunskap om hur de är i släkt eller om det har skett inkorsning med importerade får tillbaka i tiden.

### Danmark
Här har de ursprungliga nordiska fåren försvunnit. Klitfåret, som räknas som en dansk lantras, är inget kortsvansfår. Till Danmark har i modern tid införts gutefår, gotlandsfår, spelsau och gammalnorsk spelsau.

### Färöarna
Färöfåret är den kortsvansade fårras som hålls på Färöarna. Baggarna är oftast behornade, medan tackorna oftast är kulliga. 

## Utanför Norden
Nordeuropeiska kortsvansfår finns både mot öster i Baltikum och Ryssland, mot söder i Polen och Tyskland, och mot väster på de brittiska öarna. Från före detta Ostpreussen och Lettland härstammar det lilla Skuddefåret som numera har bevarats i tysk avel. I Polen finns Wrzosowka och i Ryssland romanov. Alla är mycket snarlika de svenska lantrasfåren. I Skottland finns North Ronaldsayfåret (Orkneyöarna), hebridfåret och borerayfåret (Yttre Hebriderna). Från Shetlandsöarna härstammar shetlandsfåret. På det brittiska fastlandet finns inslag av de nordiska fåren i många lokala raser, dock mer eller mindre uppblandat. På ön Soay i Skottland har ett ännu äldre får bevarats: soayfåret som liknar en liten mufflon, fast med mjuk ull. Soayfåret tros att vara en relikt från yngre stenålder eller bronsålder. Det kan vara ett tänkbart exempel på hur fåren såg ut när de kom till Norden i yngre stenålder. Den franska rasen oessant från ön med samma namn utanför Bretagnes kust tillhör också de nordeuropeiska kortsvansfåren. I Tyskland finns Heidschnucke som härstammar från Lüneburge Heide

## Urvalsavel och bevarandeavel
Även om alla kortsvansfåren härstammar från gamla inhemska får är de ett levande material, som har förändrats genom generationerna. I det traditionella bondesamhället har förändring av husdjursraserna gått långsamt, även om man har haft sina preferenser i valet av djur. Fåren hölls vanligtvis i gemensamma flockar på allmänningen, där okontrollerade betäckningar ofta skedde. Därmed var traktens får en tämligen stabil genpool. Detta betydde dock också, att inkorsning av andra fårtyper kunde ske okontrollerat när de en gång hade introducerats. I modern tid kan man skilja på två typer av avel: I vanlig fårhållning drivs en urvalsavel, där man ständigt söker att förbättra rasen enligt vissa avelsmål. Gotlandsfåret är tillsammans med finullsfår och ryafår kortsvansraser, som har specialiserats genom urvalsavel under de senaste hundra åren. Både i Sverige och andra länder drivs dessutom bevarandeavel, där man försöker bevara olika fårstammar så oförändrade som möjligt. Alla varianter inom stammen får då lov att fortplanta sig, med undantag för missbildade eller svaga djur. Motiven till bevarande av gamla husdjursstammar är dels kulturhistoriska, dels att gamla raser rymmer genetiska egenskaper som kan komma till nytta i framtida avel, även kommersiellt. I Sverige finns därför statliga stödprogram för hotade djurraser.

## Ras eller typ?
När man skiljer på olika raser inom ålderdomliga husdjur, måste man ha klart för sig att det är ett annat rasbegrepp än i modern rasavel, där det finns en snäv rasbeskrivning.
De så kallade lantraserna kan bättre beskrivas som olika grupper av djur, inom vilken ganska stor variation finns. Grupperna är inte heller utseendemässigt helt klart avgränsade mot varandra. Förr i världen höll man de får som var vanliga i trakten, och brydde sig inte om vad som fanns på andra håll i Norden. Dessa typerna gled givetvis in i varandra geografiskt, om det inte rörde sig om får på öar. När man i modern tid har hittat och förökat spillror av dessa fårbestånd, har de typiskt nog fått namn efter sin ort eller sitt landskap. Eftersom syftet med bevarandet är att bevara fårens genetiska särdrag och mångfald ger det bäst resultatet om man bevarar varje typ för sig, även om uppdelningen i vissa fall kan ifrågasättas. Olika rasföreningar för register över fåren.

## Kortsvansfår i bevarandeavel inom Norden

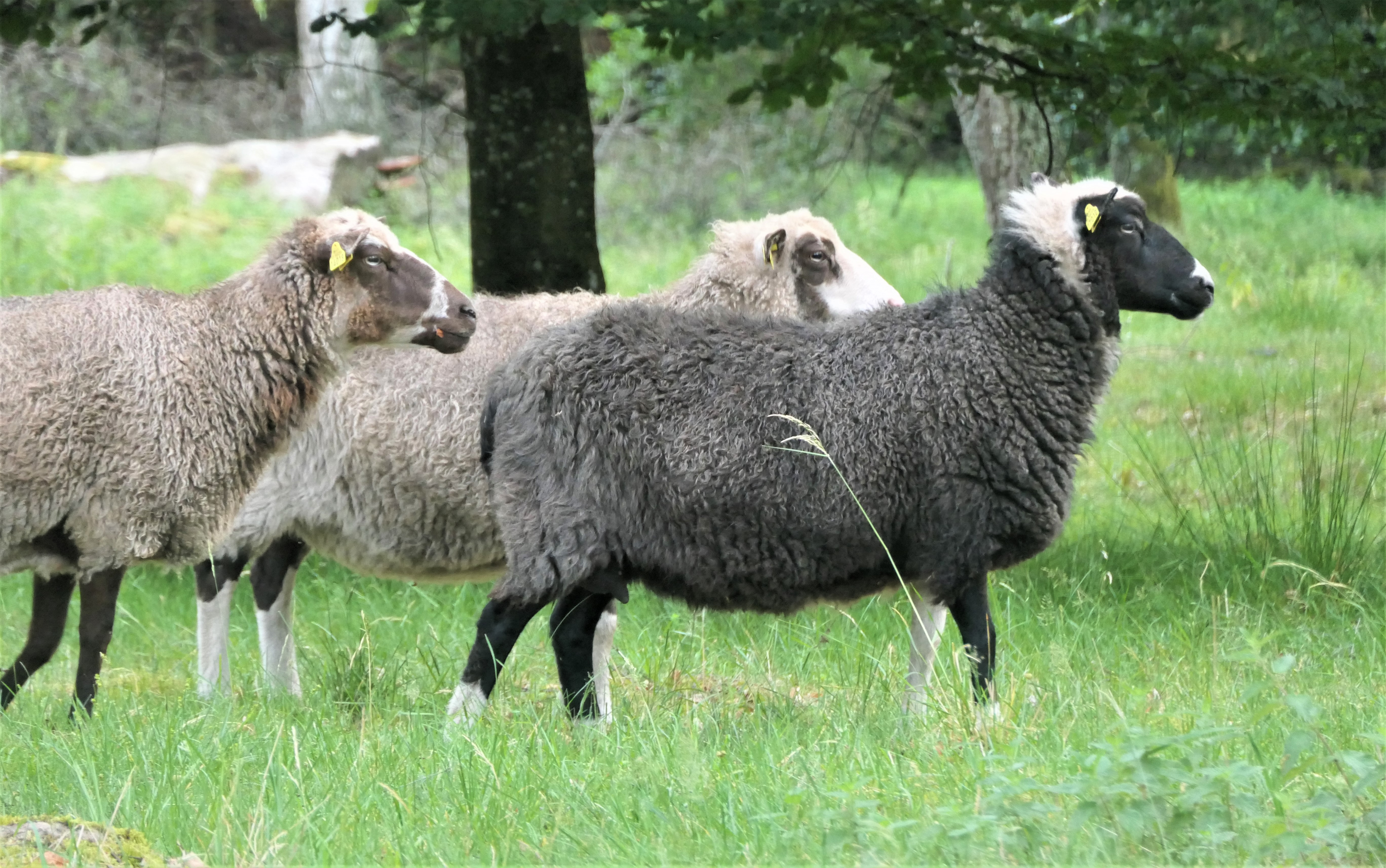
Värmlandsfår

- Gammalnorsk spelsau
- Villsau
- Gutefår
- Värmlandsfår
- Roslagsfår
- Fjällnäsfår
- Tabacktorpsfår
- Helsingefår
- Gestrikefår
- Dala-pälsfår
- Klövsjöfår
- Åsenfår
- Svärdsjöfår
- Ålandsfår
- Finsk lantras

## Ursprungliga får av kommersiell betydelse - viss löpande urvalsavel
- Färöfår
- Islandsfår

## Kortsvansfår i Norden, där det har drivits avel mot rasstandarder
- Spelsau
- Gotlandsfår
- Ryafår
- Finullsfår

## Nordiska kortsvansfår utanför Norden
- Shetlandsfår
- Hebridfår
- Skuddefår (Litauen-Ostpreussen)
- Wrzosowka (Polen)
- Romanov (Ryssland)
- Luneburgsfår (Tyskland)